# Greek Salad
Greek Salad è una serie televisiva francese, creata da Cédric Klapisch e trasmessa dal 14 aprile 2023 su Prime Video.
È il seguito della trilogia del regista, iniziata nel 2002 con L'appartamento spagnolo.

## Trama
Tom e Mia, i figli di Xavier e Wendy, ora separati, ereditano un edificio ad Atene che apparteneva al nonno. Mentre lavora in una start-up a New York, Tom si riunisce con la sua sorellina nella capitale greca. Lì scopre che Mia, che dovrebbe studiare nel programma Erasmus, è in realtà un'attivista che cerca di aiutare i rifugiati in Grecia. Fa promettere a suo fratello di non dirlo ai genitori. Come 25 anni prima, Tom e Mia incontreranno molti giovani europei, in un appartamento che è diventato un vero e proprio "appartamento spagnolo".

## Produzione
Le riprese si sono svolte da febbraio a giugno 2022, ad Atene.